# 藤原時平
藤原 時平（ふじわら の ときひら、貞観13年〈871年〉- 延喜9年4月4日〈909年4月26日〉）は、平安時代前期の公卿。藤原北家、摂政関白太政大臣・藤原基経の長男。官位は正二位・左大臣、贈正一位・太政大臣。本院大臣と号した。
基経の嫡男として若くして栄達し、醍醐天皇が即位すると左大臣として廟堂の頂点に立った。意欲的に改革に着手するが39歳で死去した。昌泰の変により菅原道真を左遷した中心人物で天神の怨敵。天神信仰が広まった後世の説話では讒臣・極悪人として描かれている。
時平信仰として千葉県北西部の一部（船橋市・習志野市・八千代市）、主に二宮神社では神として祀られている。

## 生涯
藤原基経の長男として生まれる。父の基経は陽成天皇を廃し、光孝天皇を擁立して太政大臣として朝政を執り絶大な権力を有していた。光孝天皇は常に基経の意を迎えていた。
仁和2年（886年）16歳で元服。元服式は内裏の仁寿殿で行われ、正五位下が授けられた。その際の告文は学者で知られた参議・橘広相が起草し、光孝天皇が自ら清書した。さらに自ら加冠の役を果たした上に、時平が儀式の際に用いた冠巾は天皇の衣服であった。この特別待遇は基経と同様、天皇の擁立に功があった藤原百川の嫡男、藤原緒嗣の元服に習ったものと見られている。
翌仁和3年（887年）正月には早くも従四位下・右近衛権中将に叙任され、8月に宇多天皇が即位すると、時平は蔵人頭に補せられた。寛平2年（890年）従四位上次いで従三位と越階昇叙され、20歳で公卿に列す。寛平3年（891年）父・基経が死去するが、時平はまだ21歳と若年のため摂関は置かれず、宇多天皇の親政となった。また、藤氏長者は大叔父の右大臣・藤原良世が任じられた。
時平は寛平5年（893年）、中納言兼右近衛大将となり、敦仁親王が東宮になると春宮大夫を兼ねている。寛平9年（897年）正三位・大納言兼左近衛大将に叙任される等順調に昇進した。
寛平9年（897年）宇多天皇は譲位して敦仁親王が即位した（醍醐天皇）。宇多上皇は新帝に与えた「寛平御遺誡」において、時平を「功臣の後」「第一の臣」「年若いが政理にくわしい」と評し、「（時平を）顧問に備え、その補導に従え」としている。さらに譲位に際しての詔書で時平と道真に対して奏請と宣行の権限を与え、事実上政務を委ねる意思を示した。またこの年には、前年の藤原良世の致仕（引退）によって空席となっていた藤氏長者に時平は補されている。一方で時平と道真のみに政務が委ねられたことに反発した納言たちが職務を放棄し、宇多上皇が勅を出すことでようやく復帰したという事件も起きている。昌泰2年（899年）時平は左大臣に任ぜられて太政官の首班となり、同時に菅原道真も右大臣となった。しかし道真は宇多上皇の側近の地位を引き続き占め、醍醐天皇と時平、その近臣たちとの間に対立が生まれつつあった。また、時期は明確ではないが同母妹の穏子を醍醐天皇に入内させているが、これは宇多上皇の反対を押し切ってのことであった。
昌泰4年（901年）正月、道真は「宇多上皇を欺き惑わした」「醍醐天皇を廃立して娘婿の斉世親王を皇位に就けようと謀った」として、大宰員外帥に左遷された（昌泰の変）。また道真の子と、宇多上皇の近臣らも流罪となっている。道真の後裔である菅原陳経が「時平の讒言」として以降、現在でもこの見解が一般的である。平安期の説話集である『宝物集』『十訓抄』『古今著聞集』などでは時平の讒言の記述はあるが、「虚言」「奏事不実」とややぼかした言い方となっている。ただし、『扶桑略記』延喜元年七月一日条に引く『醍醐天皇日記』は、藤原清貫が左遷後の道真から聞いた言葉として、「自ら謀ることはなかった。ただ善朝臣（源善）の誘引を免れることができなかった。又仁和寺（宇多上皇）の御事に、数（しばしば）承和の故事（承和の変）を奉じるのだということが有った」と記載している。これにより、廃立計画自体は存在したという見解もある。道真の左遷から2か月後に穏子が女御に立てられていることや、忠平の息子である藤原師輔が日記に宇多上皇が穏子の入内や彼女が生んだ保明親王の立太子に反対していたと書き残していることから、時平との関係強化のために穏子の入内を進める醍醐天皇と過去の経緯から基経の血筋が皇統に入ることを嫌う宇多上皇が対立し、上皇が天皇の廃嫡・廃位を考えたとする説もある。
道真はその父菅原是善の時代から基経・時平家との関わりが深く、時平とも度々詩や贈り物を交わす関係であった。贈答詩については、道真から発したものはなく時平への返答のみである。昌泰2年（899年）には、父基経の事業を受け継いで建設した極楽寺（現在の宝塔寺の前身）を定額寺とするための願い状の代筆を依頼するなど、文章家としての道真を高く評価していた。道真の失脚は、藤原氏による他氏排斥の一環として考えられている。しかし単に時平の陰謀によるものではなく、道真に反感を持っていた多くの貴族層、時平を含む藤原氏、源氏公卿、学者らの同意があった。
道真左遷後の時平は意欲的に政治改革に着手し、延喜2年（902年）最初の荘園整理令を出し、史料上で最後といわれる班田を実行した。また『延喜式』の編纂を行った。醍醐天皇の治世は延喜の治と呼ばれている。
延喜9年（909年）に39歳で死去。『扶桑略記』では『浄蔵伝』からの引用として道真の怨霊によるとされ、以降はもっぱらその見解が取られるようになった。時平の死後、弟・忠平が朝廷の中心を占めるようになり、時平流は次第に没落していった。

## 人物・逸話
『大鏡』には、時平は冷酷で無愛想な我慢のできない性格だったとあり、時平が非道を行おうとした際に道真の意を汲んだ太政官が仕掛けた放屁に思わず大笑いして止まらなくなってしまったので対処を道真に委ねて退出した話が残されている。また、時平が華美な装束で参内すると、醍醐天皇の怒りを買って退出した、その後は自邸に閉じ籠って誰とも面会しなかったところ、その噂が広まって都では贅沢が治まった。これは時平と天皇があらかじめ打ち合わせをしていたことであるという。『大鏡』では時平の「あさましき悪事」によって、一族が早逝したとしている。また道真の才を高く評価する一方で「才もことのほか劣りたまへり」としながらも「やまとだましひなどは、いみじくおはしましたるも」と政治力を評価している。また『大鏡』や『古事談』では時平を評したものとして、容貌・才覚ともに日本国には過ぎている、「日本のかために用いるにはあまらせたり」という評が伝えられている。
『寛平御遺誡』では、「先年、女のことにして失てるところあり」と時平が女性関係で問題を起こしたことが言及されている。『今昔物語』や『大和物語』、『十訓抄』でも時平の好色な一面が描かれている。時平の伯父・藤原国経は在原業平の孫娘を北の方（室）としていたが、その類い稀なる美貌の噂はすぐに時平の耳に届くところとなり、時平はそれが気になって居ても立ってもいられなくなってしまう。そこである日国経の邸を訪れて酒宴を開かせ、高齢の国経が酔い潰れた隙に北の方の許を訪れ、彼女を「自分の妻にしてしまった」。この北の方と時平の間に生まれたのが三男・敦忠で、国経との間に生まれたのが滋幹である。

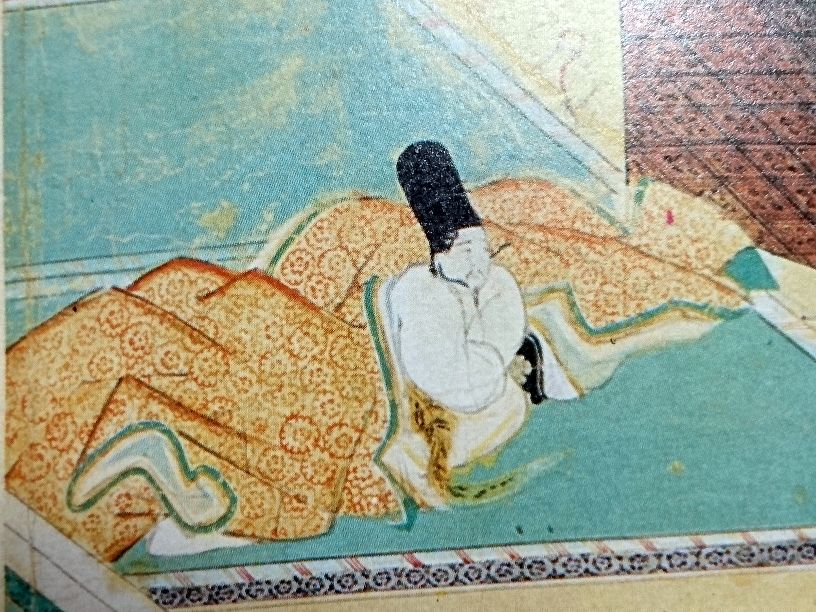
『北野天神縁起絵巻』承久本第6巻より病に伏せる時平。両耳からは浄蔵を威嚇しようと青竜が出ている。

政治的には自らが権門勢家の頭領だったにも関わらず、荘園整理令を出す等意欲的に施政に取り組み、有能な政治家ではあったが、その能力を発揮できた期間は短かった。時平の早逝後、政治の実権は弟・忠平及びその系統に移り、時平の系統はいつしか中級下級の官位に甘んじる家格となって歴史に埋もれる事となった。角田文衛は忠平とその子師輔が道真の怨霊を強調することによって、時平の子孫らを圧迫したのではないかと見ている。また師輔の兄藤原実頼の子、藤原頼忠は時平の娘を母とし、時平の嫡子藤原保忠の養子でもあり、師輔にとってはこれも圧迫の対象であった。
『大鏡』時平伝や『北野天神縁起絵巻』では、雷神となって清涼殿で威を奮った道真に対して抜刀し、「生きてもわが次にこそものしたまひしか。今日、神となりたまへりとも、この世には、我に所置きたまふべし。いかでかさらではあるべきぞ。（生きている間は私の次席にあったではないか。今日、神となったとしても、いまこの世では私に遠慮するべきである。）」と道真をにらみつけ、一度は怨霊を鎮めたとされるが、『大鏡』においては時平の威厳によってではなく「王威の限りなくおはしますによって」道真が理非をつけた、つまり道真が官位の秩序について、道理と道理に反する事とのケジメを示した為である、と附記されている。ただし、実際に清涼殿に落雷が発生したと史料で記録されているのは時平の死後11年が経過した後の清涼殿落雷事件ただ一例である。
また、『扶桑略記』では、時平は、道真の祟りを鎮めるために浄蔵和尚に頼み祈祷してもらうも、道真が現れ祈祷を制止したので浄蔵は調伏を辞退した。その後、ほどなくして時平は死去したという逸話が語られている。
鎌倉時代以降成立した天神説話などでは、時平は讒臣・極悪人として取り扱われている。北野天神絵巻等では、自らより才にすぐれた道真が重用されることを妬んで讒言したこととなっており、御伽草子では内裏に放火させ、その罪を道真になすりつけるなど悪役としての時平像が形成されていった。江戸期の安永6年 (1777年) には、並木五瓶の作による歌舞伎『天満宮菜種御供』（てんまんぐう なたねの ごくう）が上演され、人気を博した。悪役として時平が登場し、『時平の七笑』（しへいの しちわらい）という別名で知られている。また昭和25年 (1950年) には、谷崎潤一郎が時平の逸話を題材とした『少将滋幹の母』を上梓している。その一方で、時平を祭神として祀る地域も存在している（後述）。

## 官歴
特に典拠があげられていない限り、『日本三代実録』と『公卿補任』の記載による。日付は旧暦。
| 年紀                | 年齢 | 事歴 |
| ------------------- | ---- | --- |
| 仁和 2 年 （886年） | 16歳 | 1月 2日 元服、正五位下。 4月 1日 次侍従。 |
| 仁和 3 年 （887年） | 17歳 | 1月10日 従四位下。右近衛権中将。 2月17日 右近衛権中将。 8月26日 蔵人頭に補す（『蔵人補任』）。 9月 8日 昇殿。 9月21日 重ねて禁色を聴す。                                                                                         |
| 仁和 5 年 （889年） | 19歳 | 1月16日 讃岐権守を兼ぬ。 |
| 寛平 2 年 （890年） | 20歳 | 1月 7日 従四位上。 11月26日 従三位（越階）。 |
| 寛平 3 年 （891年） | 21歳 | 3月19日 参議に任ず。讃岐権守元の如し。 4月11日 右衛門督を兼ぬ。 |
| 寛平 4 年 （892年） | 22歳 | 2月21日 左衛門督を兼ぬ。 5月 4日 検非違使別当を兼ぬ。 |
| 寛平 5 年 （893年） | 23歳 | 2月16日 中納言。検非違使別当・左衛門督元の如し。 2月22日 右近衛大将を兼ぬ。 4月 2日 春宮大夫を兼ぬ。 |
| 寛平 9 年 （897年） | 27歳 | 6月19日 大納言。左近衛大将を兼ぬ。氏長者。 7月 3日 皇太子敦仁親王践祚（醍醐天皇）に依りて、春宮大夫を止む。 菅原道真と共に天皇年少の間、奏請宣行（内覧）の詔が下る（『日本紀略』）。 7月 7日 蔵人所別当を兼ぬ。 7月13日 正三位。 |
| 昌泰元年 （898年）  | 28歳 | 10月 8日 東大寺俗別当に補す（『東大寺別当次第』）。 |
| 昌泰 2 年 （899年） | 29歳 | 2月14日 左大臣。 5月14日 東大寺俗別当に補す（『東大寺別当次第』『東南院文書』）。 |
| 昌泰 4 年 （901年） | 31歳 | 1月 7日 従二位。 |
| 延喜 7 年 （907年） | 37歳 | 1月 7日 正二位。 |
| 延喜 9 年 （909年） | 39歳 | 4月 4日 薨去。 4月 5日 贈正一位太政大臣。 |

## 系譜
- 父：藤原基経
- 母：人康親王の娘
- 妻：廉子女王（本康親王の娘）
  - 長男：藤原保忠（890-936）
  - 女子：藤原褒子 - 宇多法皇御息所
  - 女子：藤原仁善子（?-946） - 保明親王御息所、慶頼王母
- 妻：源湛の女[注釈 2]
  - 次男：藤原顕忠（898-965）
- 妻：在原棟梁の女
  - 三男：藤原敦忠（906-943）
- 妻：不明
  - 女子：藤原実頼室 - 頼忠母
  - 女子：敦実親王妃 - 源雅信・重信母
  - 女子：克明親王妃 - 源博雅母

## 時平信仰

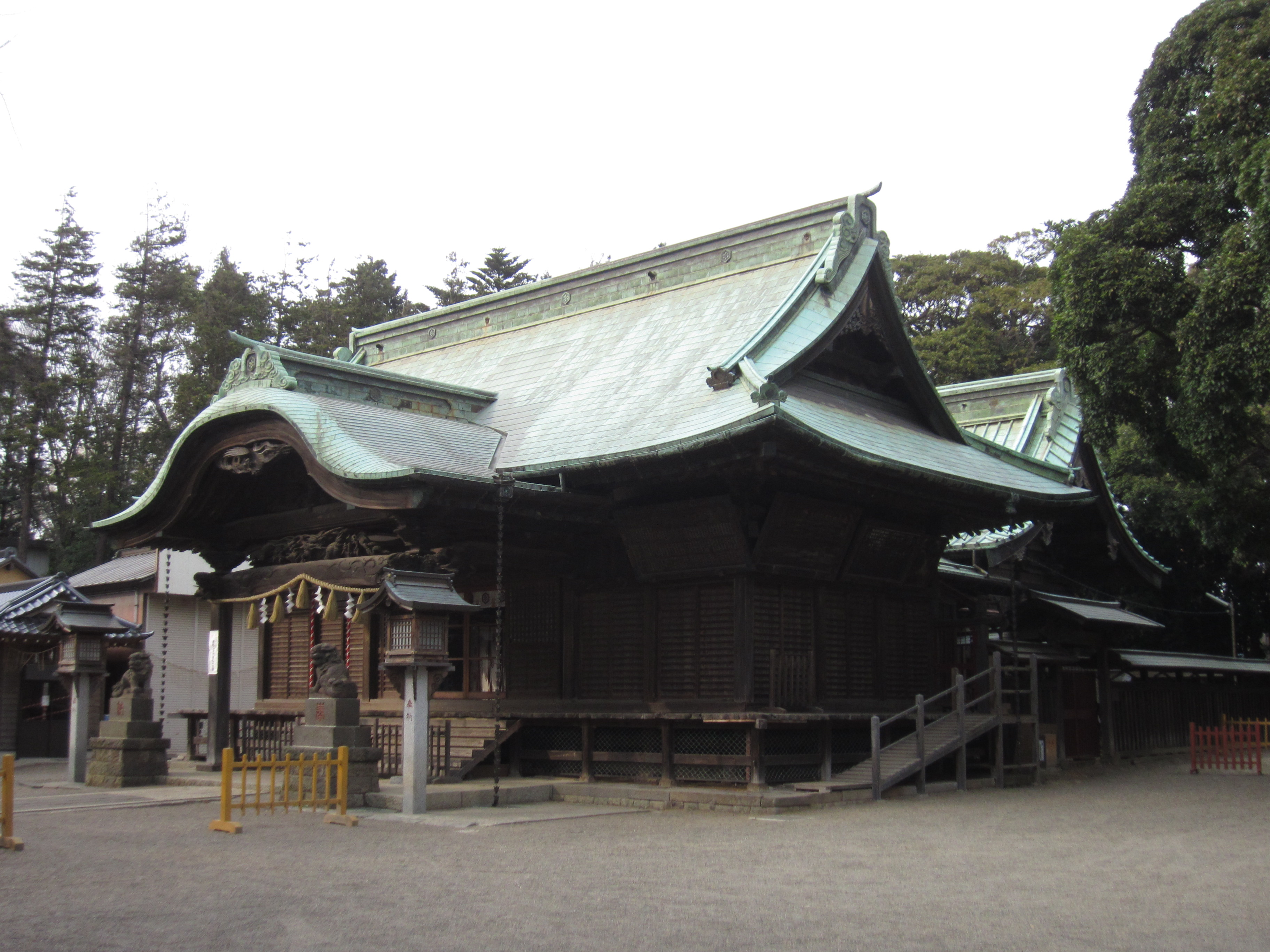
二宮神社（船橋市三山）

千葉県北西部の一部（船橋市・習志野市・八千代市）では時平を神として祀る信仰が見られる。
船橋市三山にある二宮神社と習志野市津田沼にある菊田神社の伝承によれば、時平の子孫である藤原師経が治承4年（1180年）下総国へ流罪になった際に到着地にある久々田大明神（菊田神社）と移住先に鎮座する三山明神（二宮神社）に祖先の霊を合わせ祀ったという。なお、安元3年・治承元年（1177年）3月29日に備後国に配流された人物に藤原師経（西光の次男で藤原師高の弟に当たる）がいるが、この師経は下総国に流されることなく、同年6月の鹿ケ谷の陰謀に際して京都の六条河原で斬首された。また実際の祖先は時平ではなく藤原魚名である。このことから、この伝承は後世に成立したものと考えられている。
八千代市内では「時平神社」と称する神社が4社存在しており、いずれも江戸時代初期に創建されたものである。